# Ross 128
Ross 128, o FI Virginis, è una stella variabile che si trova a circa 11 anni luce dal Sole, nell'area est della costellazione della Vergine, poco a sud-est di β Virginis. Non osservabile ad occhio nudo, la stella fu scoperta nel 1925 da Frank Elmore Ross.
È una nana rossa, attorno alla quale è stato scoperto un pianeta di tipo roccioso, che potrebbe presentare caratteristiche adeguate a consentire l'esistenza di acqua liquida sulla superficie.
Il sistema di Ross 128 è tra i più vicini alla Terra; il suo moto all'interno della Via Lattea, inoltre, lo porterà ad avvicinarsi ulteriormente al sistema solare: tra 71 000 anni, all'epoca del massimo avvicinamento, i due sistemi disteranno 6,2 anni luce. In virtù di ciò, la stella è anche chiamata Proxima Virginis.

## Osservazione
Ross 128 è situata nell'area est della costellazione della Vergine, poco a sud-est di β Virginis. Appartiene all'emisfero celeste boreale, molto in prossimità dell'equatore celeste, dal quale dista meno di 1°; ciò comporta che possa essere osservata da tutte le regioni abitate della Terra. Tuttavia, con una magnitudine apparente di +11,15 e una assoluta di +13,5 risulta troppo debole per essere osservata ad occhio nudo.

## Caratteristiche fisiche

Distanza delle stelle più vicine alla Terra da 20000 anni fa a 80000 anni nel futuro.

Ross 128 è una nana rossa di tipo spettrale M4 V che possiede circa il 16,8% della massa solare, il 19,6% del suo diametro e una luminosità pari a circa a 36/10 000 di quella solare, con la maggior parte dell'energia irradiata nell'infrarosso. La temperatura efficace della superficiale della stella è di 3192±60 K. Ciò determina il suo colore arancione scuro/rosso, tipico delle stelle di tipo M.
Ross 128 è una vecchia stella del disco della Via Lattea, con un'orbita prossima al piano galattico e una bassa metallicità, pari a [Fe/H]=−0,02±0,08 -, cui corrisponde una scarsa abbondanza di elementi differenti da idrogeno ed elio.
È classificata come stella a brillamento, ovvero è una stella variabile in cui avvengono improvvisi e intensi aumenti di luminosità della durata di alcuni minuti. Tuttavia, poiché i brillamenti si manifestano con una frequenza relativamente bassa, si ritiene che Ross 128 sia in una fase avanzata di evoluzione da un punto di vista magnetico. Ciò avrebbe determinato una riduzione del numero dei fenomeni di riconnessione magnetica  che sarebbero all'origine dei brillamenti stellari, ma a ciò non sarebbe corrisposta una riduzione dell'energia complessivamente emessa durante tali eventi.

### Moti spaziali
Ross 128 mostra un moto proprio notevole rispetto alle stelle di fondo, similmente a quanto avviene per stelle luminose, come Sirio, Arturo e α Centauri. Nel corso dei secoli questo causa un lento spostamento della posizione apparente della stella; stelle di questo tipo vengono chiamate stelle ad elevato moto proprio.
Ross 128 orbita attorno al centro della Via Lattea con un'eccentricità di 0,122: la sua distanza dal centro galattico varia dunque tra 26 800 e 34 200 anni luce (corrispondenti a 8,2 e 10,5 kparsec, rispettivamente). L'orbita percorsa dalla stella la sta portando ad avvicinarsi progressivamente al Sistema solare. Il massimo avvicinamento avverrà approssimativamente tra 71 000 anni, quando i due sistemi si troveranno a 6,233±0,085 al, pari a 1,911±0,026 pc, di distanza.
Ne è stata valutata l'appartenenza all'Associazione dell'Orsa Maggiore, che sembrerebbe da escludere.

## Sistema planetario
Attorno a Ross 128 orbita un pianeta terrestre, di dimensioni simili a quelle della Terra e forse con temperature superficiali confrontabili con quelle del nostro pianeta. È stato scoperto nel 2017, con il metodo delle velocità radiali, attraverso lo strumento HARPS dell'ESO.
Una ricerca, i cui risultati sono stati resi noti nel 2000, condotta con il telescopio spaziale Hubble non ha dato evidenza dell'esistenza di oggetti di tipo gioviano o di nane brune orbitanti attorno alla stella ad una distanza superiore ad una unità astronomica. Inoltre, sembrerebbe esclusa la presenza di uno spesso disco di detriti attorno alla stella, non avendo essa il tipico incremento nell'emissione nell'infrarosso che l'accompagnerebbe.

### Prospetto
Segue un prospetto dei componenti del sistema planetario di Ross 128.
| Pianeta | Tipo        | Massa     | Periodo orb. | Sem. maggiore | Eccentricità | Scoperta |
| ------- | ----------- | --------- | ------------ | ------------- | ------------ | -------- |
| b       | Super Terra | > 1,35 M⊕ | 9,86 giorni  | 0,049 UA      | 0,036        | 2017     |

## Segnale radio
Il 12 maggio 2017 alcuni ricercatori hanno raccolto dei segnali anomali utilizzando il radiotelescopio dell'osservatorio di Arecibo. Abel Méndez, un astrobiologo dell'università di Porto Rico ad Arecibo, ha detto che la stella è stata osservata per 10 minuti, durante i quali il segnale raccolto era "quasi periodico". Gli studi successivi hanno chiarito l'origine dei segnali, riconosciuti come provenienti da satelliti di comunicazione in orbita geostazionaria.